# شبانگاه (داستان کوتاه)
«شبانگاه» (آلمانی: Nachts) داستانی بسیار کوتاه از فرانتس کافکا است که در دفترهایش آن را نوشته بود.
گوستاف یانوخ می‌گوید که داستان کافکا هم تحت تأثیر بی‌خوابی مداوم او بوده و هم میلی به بیان داشتن خطرات احتمالی مردمی در جامعه که وقتی که باید، مراقب آنها نیستند.